# Y&R Amsterdam
Y&R Amsterdam (Y&R Not Just Film) is onderdeel van Young & Rubicam, een internationaal netwerk van reclamebureaus (dat weer onderdeel is van WPP). Het bureau is eind 2006 ontstaan uit een fusie tussen Y&R Amsterdam en Red Cell Not Just Film.

## Opdrachtgevers
Y&R Amsterdam is het reclamebureau van onder meer ASR Verzekeringen, C1000, Danone, Klene, LU, Liga, TNT Post (PostNL), NPO Radio 1, NPO Radio 2, NPO 3FM, NPO Radio 4, V&D, Smint, Intersnack (Chio Zoutjes), Interbest Outdoor en de Rijksoverheid.

## Prijzen
Y&R Amsterdam won een Gouden Effie voor Klene Drop, 3FM en Danone. Campagnes voor C1000, TNT Post, Klene en 3FM werden bekroond met een SAN Accent. Voor Interbest Buitenreclame won het bureau een Zilveren Leeuw en een Gouden Clio Award.